# Vales (Alfândega da Fé)
Vales ist ein Ort und eine ehemalige Gemeinde (Freguesia) im portugiesischen Kreis Alfândega da Fé. In der Gemeinde lebten 78 Einwohner (Stand 30. Juni 2011).
Am 29. September 2013 wurden die Gemeinden Vales und Pombal zur neuen Gemeinde União das Freguesias de Pombal e Vales zusammengefasst.